# ディダケー
ディダケー、（12使徒の遺訓、コイネーギリシア語: Διδαχή）は、教えを意味する、初期キリスト教の論述である。12使徒の教えと伝えられるが、多くの学者によってシリアにて1世紀後半または2世紀頃に成立した文書と考えられている。 文書は最初のカテキズム（教理問答）と見なされ、洗礼（バプテスマ）と聖餐、キリスト教の組織についての三つのおもな項目からなる。全篇で16章あり、1-6章は「生命の道」と「死の道」の2つの道に分けて信仰と倫理を教えている。7-15章は教会規定であり、バプテスマ、断食、主の祈り、聖餐の理解や監督・執事・預言者、教師について、また主の日について書かれている。16章は共観福音書の小黙示録に似た終末論について書かれている。
一時は東方諸教会で正典諸書と同等の価値をもって読まれたが、正典結集の際に除かれ、次第に諸教会に忘れ去られた。その後11世紀頃に書かれた小文字写本が19世紀に正教会のコンスタンディヌーポリ総主教庁図書室で発見された。ローマ・カトリック教会は、これを使徒教父文書として受け入れた。